# Kinderen Dansen op het IJs
Kinderen Dansen op het IJs was een Nederlands televisieprogramma dat werd uitgezonden door SBS6. Het is de kindervariant van het programma Sterren Dansen op het IJs dat tevens op dezelfde zender werd uitgezonden.

## Format
In het programma gaan de kinderen of kleinkinderen van bekende Nederlanders schaatsen met een schaatspartner die al in de schaatswereld zit, dit zijn tevens kinderen. In tegenstelling tot de volwassene variant Sterren Dansen op het IJs die uit meerdere afleveringen bestaan, bestaat dit programma per seizoen maar uit een enkele aflevering. Het doel van het programma is om donateurs aan te trekken voor het goed doel Nelson Mandela Kinderfonds, dit goede doel helpt kinderen in Zuid-Afrika. De winnaar wordt uiteindelijk door de jury gekozen.

## Seizoenen

### Seizoen 1 (2007)
Het eerste seizoen werd uitgezonden op 27 december 2007 en werd gepresenteerd door Nance Coolen en Gerard Joling. Er werden ruim 12.000 donateurs aangetrokken. Het eerste seizoen werd uiteindelijk gewonnen door Christiaan Bauer en zijn schaatspartner Chanel den Olden.
| Deelnemer             | Kind van...           | Schaatspartner   | Opmerking                                  |
| --------------------- | --------------------- | ---------------- | ------------------------------------------ |
| Christiaan Bauer      | Frans Bauer           | Chanel den Olden | Winnaars                                   |
| André Hazes jr.       | Rachel & André Hazes  | Rachel Epstein   |                                            |
| Nicky Vergeer         | Hein Vergeer          | Dmitry Epstein   |                                            |
| Ghilaine Starreveld   | Gaston Starreveld     |                  |                                            |
| Didier Froger         | Natasja & René Froger | Dominique Murk   |                                            |
| Sherilyn Lekatompessy | -                     | Toby             | Deelneemster van So You Wanna Be a Popstar |

### Seizoen 2 (2008)
Het tweede seizoen werd uitgezonden op 27 december 2008 en werd wederom gepresenteerd door Nance Coolen en Gerard Joling. Er werden dit keer ruim 10.000 donateurs aangetrokken. Het tweede seizoen werd uiteindelijk gewonnen door Maxim Froger en zijn schaatspartner Shana Potsdammer.
| Deelnemer            | Kind van...           | Schaatspartner    | Opmerking                   |
| -------------------- | --------------------- | ----------------- | --------------------------- |
| Maxim Froger         | Natasja & René Froger | Shana Potsdammer  | Winnaars                    |
| Jan Bauer            | Frans Bauer           | Ju-Lin de Visser  |                             |
| Anna Hulzebosch      | Erik Hulzebosch       | Michel Tsiba      |                             |
| Floris van der Toorn | André van der Toorn   | Linden van Bemmel |                             |
| Daan Wilting         | Kees Wilting          | Chanel den Olden  | Kleinzoon van Klaas Wilting |
| Carlijn van Leeuwen  | Bert van Leeuwen      | Boyito Mulder     |                             |

### Seizoen 3 (2009)
Het derde seizoen werd uitgezonden op 27 december 2009 en werd ditmaal gepresenteerd door Nance Coolen en Beau van Erven Dorens. Het is onbekend hoeveel donateurs ze dit seizoen aangetrokken hebben. Het derde seizoen werd uiteindelijk gewonnen door Donny Roelvink en zijn schaatspartner Niki Wories.
| Deelnemer          | Kind van...        | Schaatspartner      | Opmerking                                                |
| ------------------ | ------------------ | ------------------- | -------------------------------------------------------- |
| Donny Roelvink     | Dries Roelvink     | Niki Wories         | Winnaars                                                 |
| Django Titulaer    | Boris Titulaer     | Kyra Pattikawa      |                                                          |
| Nona Mooij         | Angela Groothuizen | Florian Gostelie    |                                                          |
| Emma la Croix      | Nikki Huisman      | Daniël van Wensveen | Kleindochter van Henny Huisman                           |
| Tony van der Krogt | -                  | Linden van Bemmel   | Kleinzoon van Nelleke van der Krogt                      |
| Niels Boszhard     | Ron Boszhard       | Rosa Timmerman      | Door een blessure aan zijn knie voortijdig uitgeschakeld |